# Catedral de San Felipe Apóstol (Arecibo)
La Catedral de San Felipe Apóstol o simplemente Catedral de Arecibo es una catedral católica ubicada en Arecibo, en la isla de Puerto Rico, un territorio dependiente de Estados Unidos. Es la sede de la Diócesis de Arecibo
La Catedral de San Felipe Apóstol, fue construido a partir de finales del siglo XVIII. La primera iglesia, construida a mediados del siglo XVII, fue destruida por un terremoto en 1787. La construcción que la reemplazó comenzó poco después, a pesar de que no se completó hasta 1846. Cuatro días después de su dedicación, un terremoto dañó seriamente la misma. Las reparaciones no se completaron hasta 1882. El terremoto de 1918 dañó la bóveda de forma tal que fue reemplazada por un techo plano de concreto; un techo abovedado se colocó en el interior.
La catedral de Arecibo es la segunda iglesia más grande de Puerto Rico después de la catedral de San Juan. La planta es rectangular tiene tres naves; las naves laterales son más pequeñas para permitir las capillas que las flanquean, que ocupan casi la mitad de la longitud de la iglesia. El ábside es semicircular, y tiene una media cúpula inusual que lo cubre. La fachada es una composición triangular de tres etapas. La etapa superior, una corta torre central, es una adición posterior, de acuerdo con los arquitectos e historiadores locales. La ornamentación neoclásica se utiliza de una manera académica en la etapa más baja, pero los otras dos muestran un uso menos tradicional de bandas y pilastras. Las ventanas de estilo renacentista son poco comunes en las iglesias de Puerto Rico, pero la torre central sobre la entrada es un motivo común que se utiliza en toda la isla.

## Véase también

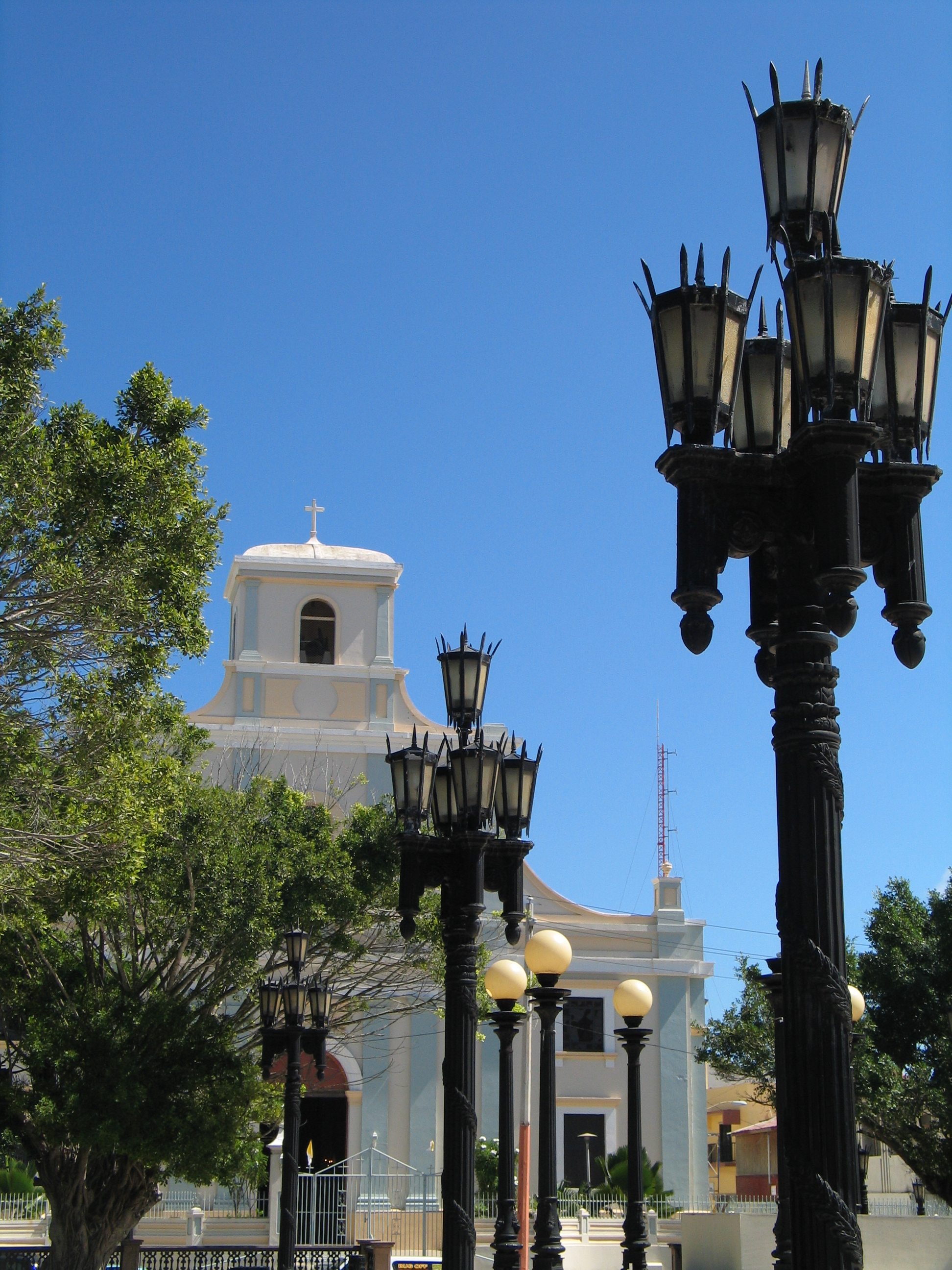
Otra vista del templo